# Plakat
Plakát ali lepák je velik kos papirja, ki visi na zidu ali drugi površini. Pogosto ga uporabljajo oglaševalci, propagandisti, protestniki, umetniki, glasbeniki in druge skupine, ki skušajo javnosti posredovati določeno sporočilo. Plakate uporabljajo tudi nekateri ljudje, predvsem mladi, ki želijo relativno poceni okrasiti prostor.

## Zgodovina
Zgodovina plakata se začne z iznajdbo tiska (Johannes Gutenberg okoli leta 1440). Leta 1477, se v Angliji pojavi prvi letak Williama Caxtona, ki poziva ljudi h kupovanju molitvenika. Na vrata cerkve v Wittenburgu je Martin Luther leta 1517 pripel list s protestnimi točkami.
Vendarle pa teh poizkusov obveščanja še ne štejemo za plakate. Potrebo po obveščanju množic so zadovoljevali oglasi, ki so vabili na razne dogodke, razglašali vojno stanje itd. Napisani so bili s črnimi črkami in zaradi velike nepismenosti prebivalstva so jih prebrali naglas. Nekateri tiskarji so kljub nerazviti tehniki dosegli določeno stopnjo raznovrstnosti letakov.
V 17. in 18. stoletju so tiskanemu besedilu začeli dodajati različne sličice, narejene s pomočjo lesoreza in gravure. Pojav industrijsko – potrošniške družbe je močno vplival na razvoj plakatov. Nastal je trgovski list, ki je vseboval trgovčevo ime, naslov in spisek blaga.
V javnem obveščanju je do takrat prevladoval lesorez. To je najstarejša grafična tehnika visokega tiska. Za izdelavo trgovskih listov pa so uporabljali gravure ali bakrorez, to je tehnika globokega tiska, katere začetki segajo v leto 1440.
Iznajdba litografije leta 1798, izumil jo je Aloys Senefelder, je za plakat zelo pomembna.
Leta 1871 se pojavi prvi plakat namenjen gledališkemu delu The women in white. Izdelal ga je Frederich Walker v tehniki lesoreza. Večji pomen je pripisal sliki, tako je nastalo drzno, dramatično in hkrati preprosto delo.
Prvi umetnik, ki je nivo plakata pripeljal do popolne veljave je Francoz Jules Cheret. Značilnosti njegovih plakatov so enostavnost, optimizem, močne barve in velik format.
Na koncu 19. stoletja so se povsod po Evropi uveljavljali novi umetniški slogi Art Nouveau (v Franciji), Jugendstil (v Nemčiji), Modern Style (v Angliji)... Za naštete je značilno, da so zavestno poudarjali novo in zavračali staro. Umetniška ideja izvira iz težnje estetov, da bi s pomočjo lepote ustvarili nov svet.
Značilnosti Art Nouveauja so dolge elegantne linije, zaokroženi robovi, mehke, kot napihnjene tipografije. Upodobljeni so bili rastlinski motivi, ki so kasneje prehajali v čisto abstraktne rešitve, pa tudi živali in človeška postava. Umetniki so se polaščali črne in bele ali pa modro zelenih odtenkov, zlate in barve od rdeče do lila.
Najpomembnejša ustvarjalca plakatov v obdobju Art Nouveauja sta Henri de Toulouse-Lautrec in Alphonse Mucha.
Lautrec je za izdelovanje plakatov uporabljal takrat nov litografski postopek, ki mu je omogočal, da je risal naravnost na kamen, iz katerega so potem naredili odtis. Značilne zanj so izrazite enobarvne ploskve, preproste ploskovite oblike in ostre linije. Barve njegovih plakatov so izstopale iz mestne sivine, tipografija pa je preprosta, opazna in jasna.

## Razvoj slovenskega plakata
Začetki slovenskega plakata segajo v konec 19. stoletja in povzemajo oblikovno govorico grafičnih sporočil v duhu Art Nouveauja. S secesijskimi tipografskimi in formativnimi izhodišči so strnili ikonografijo slovenskega plakata Vesnjani:
- Saša Šantel
- Maksim Gaspari
- Gvidon Birolla
- Ivan Vavpotič

ki so se v klub povezali leta 1903 na Dunaju.
Omeniti moramo tudi prve diplomante Ljubljanske arhitekturne šole – Janko Omahen in Domicijan Serajnik, s svojo na dekorativnost zožano plakatsko govorico. Tržačana Avgust Černigoj in Milko Bambič sta ustvarjala v maniri futurizma, tako v slikovnih kot v tipografskih sestavinah. Zlasti pri Černigoju vidimo konstruktivistično trdnost in neposrednost, ki si jo je pridobil leta 1923 na Bauhausu.
V tridesetih letih sta najpomembnejša ustvarjalca plakatov Peter Kocjančič in Janez Trpin. Prizadevala sta si uveljaviti barvno učinkovito a obenem shematično zastavljeno oblikovno govorico, ki je usklajena s poudarjeno verbalno govorico. V plakat je Kocjančič vključeval fotografijo (bil je tudi fotograf).
Z razvijanjem oblikovanja so se v plakatu pojavila nova področja novih tem in naročnikov. Med vojnama so plakati nastopili tudi kot tržna naročila. Na našem področju je imel vidno vlogo zlasti Ljubljanski velesejem, ki je začel delovati leta 1921. Z razpisi in natečaji je vzbudil zanimanje pri številnih umetnikih (Vavpotič, Omahen, Serajnik, Kocjančič...).
V času 2. svetovne vojne je nastajal vojni plakat, ki so ga na Slovenskem poimenovali partizanski plakat. Zamišljen je bil kot mobilizacijsko in agitacijsko sredstvo, se pravi politično komuniciranje. Kaže tudi na živo likovno izročilo, saj se je navezoval na domačo socialno angažirano umetnost dvajsetih in tridesetih let. Zanj je značilna dinamična kompozicija s sestavo horizontal in razgibanih diagonal, ki se povezuje z avantgardno umetnostno govorico in izrazito izmenjavo planov. Tipografsko geslo je bilo enakovredna sestavina sporočila. Pogosta je raba črne in bele barve v tehniki linorezain pa zaradi pomanjkanja papirja manjši formati. Oblikovalci teh plakatov so bili samouki, študentje, slikarji, udeleženci narodnoosvobodilnega boja: Nikolaj Pirnat, France Mihelič, Vladimir Lakovič, Ive Šubic ... Na partizanski se močno navezuje zgodnji povojni plakat, ki je spodbujal k reševanju nalog, vabil k množični udeležbi na prostovoljnih delovnih akcijah, poudarjal je vrednote dela, posebej izpostavljena pa so bila vabila na volitve.
Na začetku petdesetih let smo na področju grafičnega oblikovanja doživeli premike. Pomembna je bila razstava švicarskega plakata v Moderni galeriji leta 1951, ki je vplivala na pogled Slovencev na plakat.
Oblikovalci, kot so Uroš Vagaja, Franci Ivanšek in Grega Košak, so začeli uveljavljati sodobna načela v oblikovanju, ki so kazala ikonografsko svežino in žanrsko pestrost. To so bili vizualno učinkoviti izzivalni plakati, s suverenim obvladovanjem medijske govorice s poudarkom na liniji, ploskvi, barvi in skladni tipografiji.
V šestdesetih letih se začno pojavljati poteze, ki omogočajo povezovanje slovenskega oblikovanja s svetom, kar prinaša svežino in napredek. Na pobudo prof. Eda Ravnikarja so leta 1962 ustanovili klub Barva in oblika v Ljubljani, leta 1964 pa priredili BIO – Mednarodni bienale industrijskega oblikovanja. Leta 1966 se je na Bledu odvijal oblikovalski kongres ICOGRADA. Ti dogodki so omogočili soočanje našega prostora s teorijo in prakso sodobnega oblikovanja in posledično zahtevali spremembe v samem izobraževanju. Tako se je na pobudo prof. Eda Ravnikarja začel izvrševati študij oblikovanja kot B – smer študija na Fakulteti za arhitekturo v Ljubljani. Diplomati tega študija so bili nosilci nove ustvarjalne usmeritve v oblikovanju konec šestdesetih let. Peter Skalar, Janez Suhadolc in Judita Skalar so skupaj s Tomažem Kržišnikom, ki se je izobraževal na varšavski likovni akademiji in Matjažem Vipotnikom iz milanske Brere predstavljali novo generacijo oblikovalcev, ki je vzpostavila novo likovno govorico slovenskega plakata. Razširjena uporaba tehnike sitotiska je omogočala večje izražanje avtorsko prepoznavnega nagovora plakata.
Konec šestdesetih so se oblikovalci začeli povezovati v studije, ki predstavljajo predhodno obliko današnjih agencij. Studio MSSV so leta 1969 v Ljubljani ustanovili Peter Skalar, Janez Suhadolc, Judita Skalar, Saša Mächtig in Matjaž Vipotnik, kot prvo učinkovito oblikovalsko skupino svobodnih ustvarjalcev.
Kot ustvarjalce plakata na Slovenskem moramo omeniti tudi Oskarja Kogoja, Jureta Jančiča, Kostjo Gatnik in skupino OHO, ki je delovala med letoma 1966 in 1971 (Marko Pogačnik, Milenko Matanovič, Andraž Šalamun, Tomaž Šalamun, Srečo Dragan, Drago Dellabernardinain drugi).
S tretjo povojno generacijo oblikovalcev se je v sedemdesetih letih kazala nova senzibilnost v zavestni izvedbi večpomenskih plakatov. Ta čas so najmočneje zaznamovali Jani Bavčer, Zdravko Papič, Radovan Jenko, Miljenko Licul, Ranko Novak, Nino Kovačevič in drugi. Produkcija v osemdesetih je kazala žanrsko pestrost, vendar se je prisotnost plakata v urbanem okolju omejila na manjši format in omejeno pojavljanje. Ob razstavnem plakatu je potrebno omeniti tudi filmski in gledališki plakat, ki je ostal v središču intenzivnega ustvarjalnega iskanja naših oblikovalcev.
Prav tako je potrebno omeniti tudi politični plakat, ki je v osemdesetih postal nosilec različnih družbenih idej. Odločilno vlogo pri tem je odigrala ljubljanska skupina Novi kolektivizem (NK) s plakatom za proslavo dneva mladosti, ki je v takratnem času sprožil veliko polemik in vprašanj.

## Sodobni oblikovalci plakatov
- Philippe Apeloig
- Tadanori Yokoo
- Monguzzi Bruno
- Tanaka Ikko